# Salon de Bruxelles de 1910
Le Salon de Bruxelles de 1910 est la trente-quatrième édition du Salon de Bruxelles, exposition périodique d'œuvres d'artistes vivants. Il a lieu en 1910, du 25 mai au 1er novembre. Ce salon est inclus dans l'enceinte de l'Exposition universelle de Bruxelles de 1910 et a lieu au Parc du Cinquantenaire.
Ce Salon est le vingt-sixième organisé depuis l'Indépendance de la Belgique en 1831. 

## Organisation
Le Salon est organisé par le gouvernement avec le concours avec la Société royale des beaux-arts de Belgique.

## Contexte
Ce Salon est le vingt-sixième organisé depuis l'Indépendance de la Belgique en 1831. Il a lieu dans l'aile gauche du hall du Palais du Cinquantenaire.
Le Salon débute, un mois après l'ouverture de l'Exposition universelle de Bruxelles de 1910, le 25 mai 1910. Le roi Albert et la reine Élisabeth inaugurent le Salon. Ils sont reçus par François Schollaert, chef de cabinet, en présence de Franz Courtens, président du jury des artistes belges.
Le 14 août 1910, un incendie se déclare et détruit un sixième du site de l'Exposition universelle, dont la façade principale et les grands halls abritant la section belge. Cependant les locaux du Salon de Bruxelles demeurent intacts et l'exposition d'art contemporain se poursuit comme prévu.

## Catalogue

### Données générales
Le Salon de 1910 propose 2384 œuvres.

### Peinture

#### Peintres belges
Parmi les artistes belges présents, figurent,,, : 
- Pierre Abattucci : Crépuscule d'automne.
- Albert Baertsoen : Nuit sur le canal, reflets.
- Richard Baseleer : Les Transatlantiques.
- Alfred Bastien : Le Charnier de Waterloo.
- Géo Bernier : Les Séneçons et Les Arbousiers.
- Herman Broeckaert : Pax.
- Albert Ciamberlani : Les Femmes (triptyque).
- Émile Claus : Rosée, Route des Marronniers et Soir de juin.
- Philibert Cockx : Paysage.
- Omer Coppens : Nocturne à Dixmude.
- Franz Courtens : Sous bois
- Hermann Courtens : La Fillette au crochet et Portrait de mon père.
- Jules Cran : Portrait de ma mère.
- Alphons De Cuyper : La Chasse tragique.
- Gustave de Smet : La Sapinière.
- Anna De Weert : Grand pommier devant La Lys.
- Valerius De Saedeleer : Paysage.
- Alfred Delaunois : Intérieur de la chapelle Sainte-Catherine de l'église Saint-Pierre à Louvain.
- Jean Delville : L'École de Platon.
- Julien De Vriendt : Piéta.
- Auguste Donnay : La Fuite en Égypte.
- James Ensor : La Mangeuse d'huitres.
- Edgard Farasyn : Vers l'abattoir et Laboureur.
- Léon Frédéric : Calme.
- Victor Gilsoul : Cité flamande sous la neige, Malines.
- Jean Gouweloos : Femme au miroir.
- Henry de Groux : Portrait de Mme M..
- Alfred Hazledine : Les Bords de la Tamise
- Liévin Herremans : Calvaire
- Adrien-Joseph Heymans : Hameau sous la neige.
- Modeste Huys : Neige et inondation.
- Gerard Jacobs : Plage de Dombourg.
- Nestor Jonet : Paysage en Campine.
- Fernand Khnopff : L'Encens.
- Camille Lambert : À Ostende le soir.
- Eugène Laermans : La Mort et Paysage.
- Constant Montald : L'Arbre sacré.
- Jenny Montigny : Cour de ferme.
- Auguste Oleffe : Août et Portrait du peintre Jehan Frison.
- Isidore Opsomer : La Procession au béguinage de Lierre.
- Pierre Paulus : Rivage de houille.
- René Revelard : Roses et Sommeil d'enfant.
- Herman Richir : Portrait d'une dame en blanc et noir.
- Pierre Stobbaerts : Ancien Béguinage de Malines.
- Walter Vaes : Les Enfants de M. Mac Guyot.
- Jules Pierre van Biesbroeck : La Famine.
- Edmond Verstraeten : Soir après l'orage.
- Émile Wauters : Portrait de la princesse Clémentine.

#### Galerie de peintures d'artistes belges exposées au Salon de Bruxelles de 1910

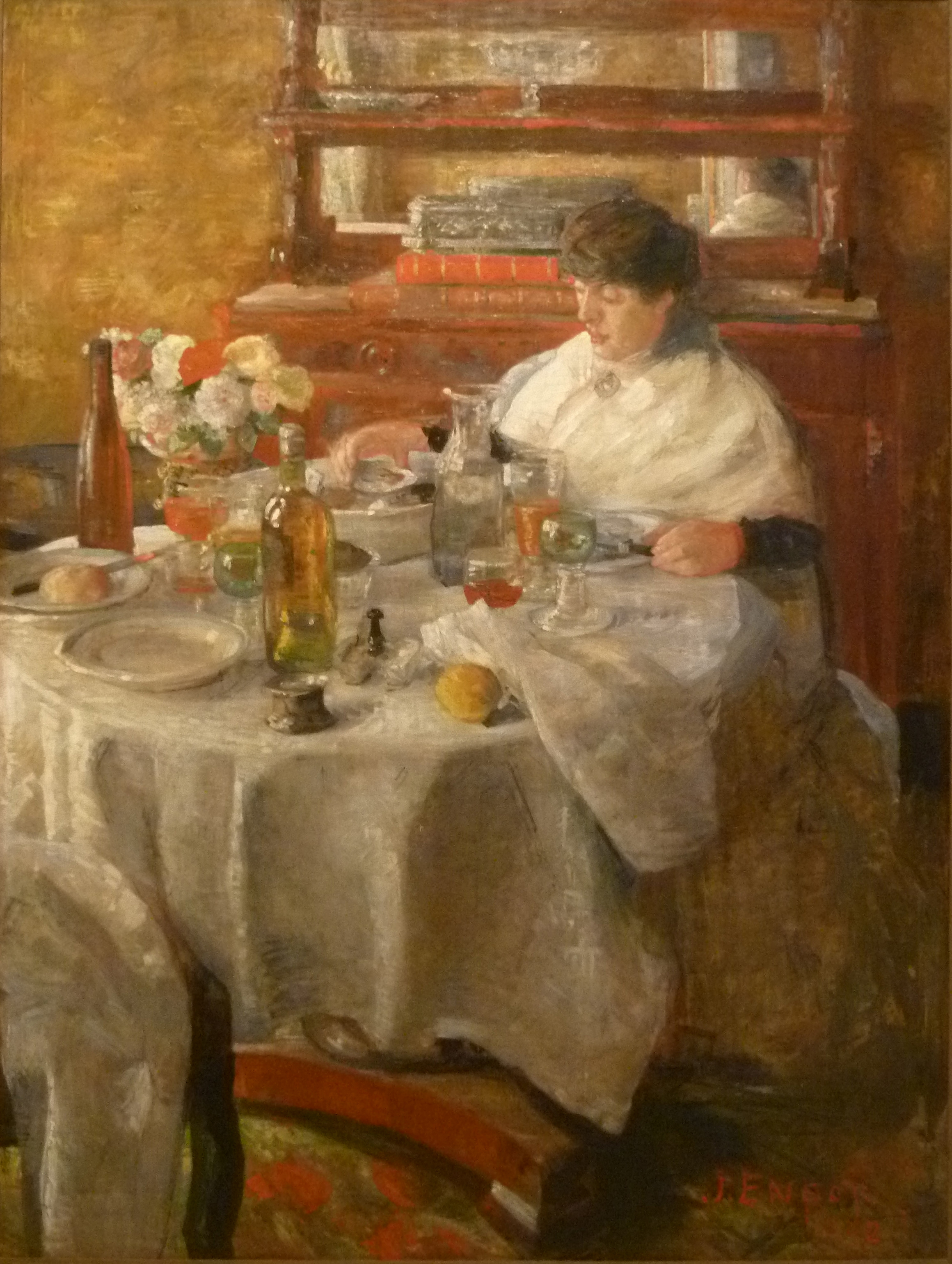
James Ensor, La Mangeuse d'huitres.
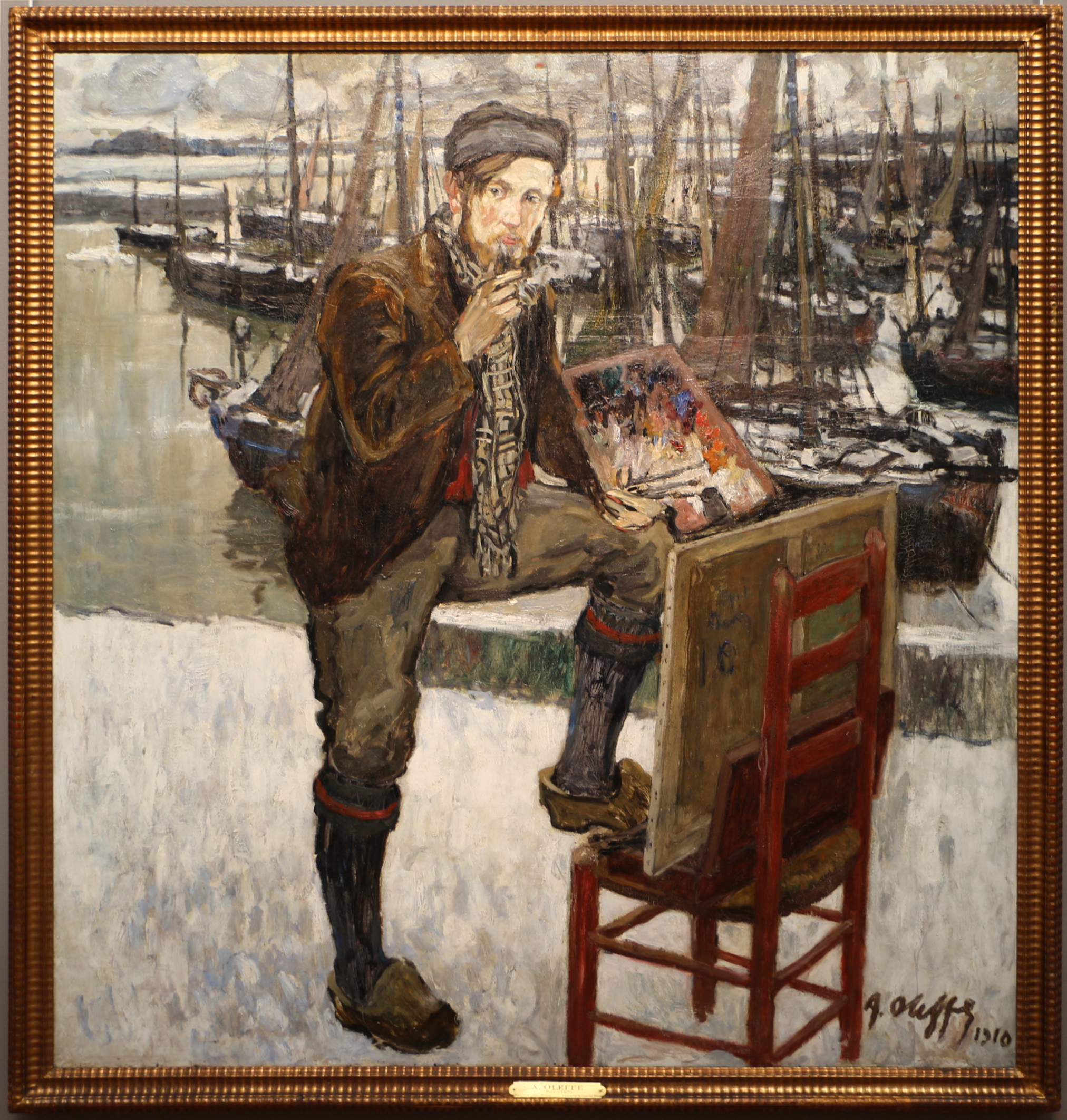
Auguste Oleffe, Portait du peintre Jehan Frison.
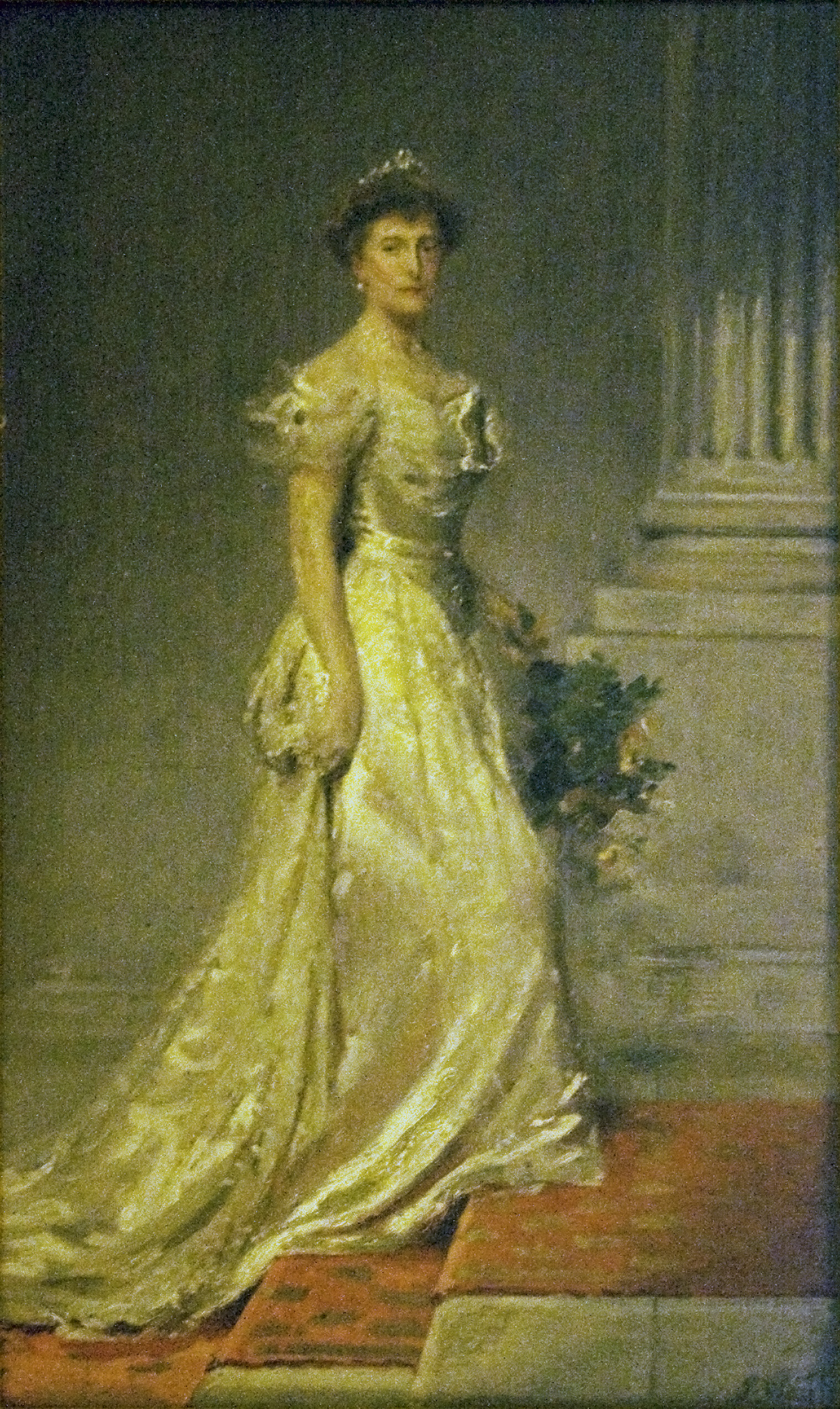
Émile Wauters, Portrait de la princesse Clémentine.

#### Peintres étrangers
Des peintres français, hollandais, italiens, espagnols, luxembourgeois, suédois et norvégiens exposent également dans le compartiment belge. Parmi eux figurent, notamment,, :
- Les Français : Jules Adler, Joseph Bail, Albert Besnard, Jacques-Émile Blanche, Léon Bonnat, Henry Caro-Delvaille, Jean-Louis Forain, Lucien-Victor Guirand de Scévola, Henri Harpignies, Antonio de La Gandara, Auguste Lepère, Henri Le Sidaner, Albert Marquet, Henri Matisse, Claude Monet, Jean-François Raffaëlli, Auguste Renoir, Georges-Antoine Rochegrosse, Paul Signac, …

- Les Hollandais : George Hendrik Breitner, Isaac Israëls, Hendrik Willem Mesdag, …

- Les Italiens : Guglielmo Ciardi, Emilio Gola, Camillo Innocenti, Gaetano Previati, Ettore Tito, …

- Les Espagnols : José Benlliure y Gil, Eduardo Chicharro y Agüera, Santiago Rusiñol Valentín Zubiaurre, …

### Sculpture

#### Sculpteurs belges

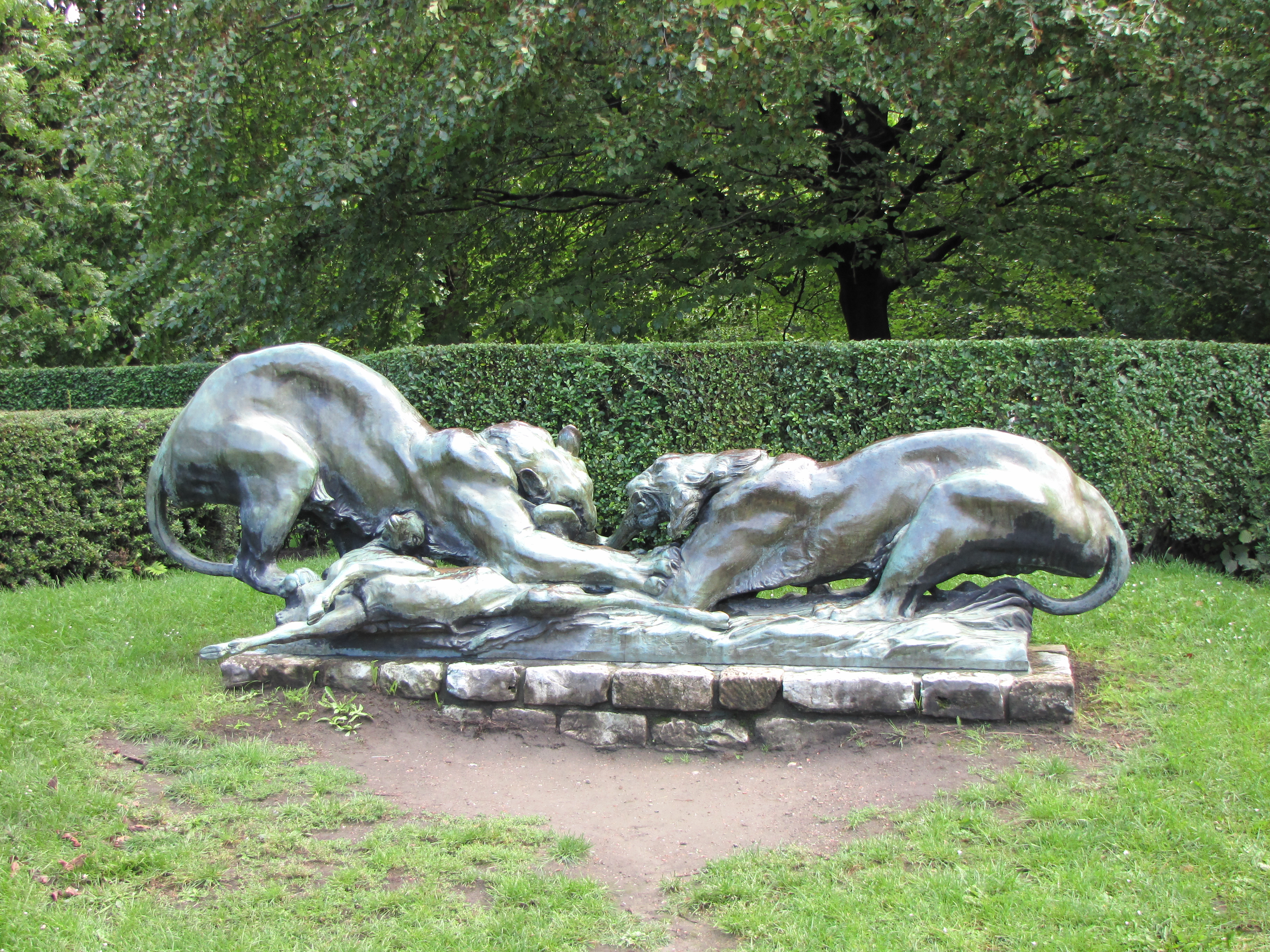
Jacques de Lalaing, Un Combat de tigres.

Les sculpteurs Belges sont notamment représentés par,, : 
- Pierre-Jean Braecke : Folle jeunesse.
- Guillaume Charlier : Les Carriers, L'Enfant malade et Les Aveugles.
- Eugène Canneel : Torse de femme.
- Alfred Courtens : Buste.
- Paul Du Bois : Le Dernier baiser.
- Josué Dupon : Les Vieux chevaux et Lionne et lionceaux.
- Léandre Grandmoulin : Femme accroupie, fragment du monument à Lambermont
- Fernand Gysen : Nymphes en fuite.
- Jean Hérain : Sigebert de Gembloux.
- Jules Lagae : Maquette du monument du congrès de Buenos-Aires.
- Jacques de Lalaing : Un combat de tigres
- Auguste Puttemans : Le Savoir.
- Victor Rousseau : L'Automne et Le Masque de Beethoven (bronze).
- Charles Samuel : Buste de SM la reine et Méditation.
- Edmond de Valériola : L'Épanouissement.
- Thomas Vinçotte : Un torse.
- Victor Voets : Contemplation.
- Marcel Wolfers : Possidere.
- Rik Wouters : Buste.

#### Sculpteurs étrangers
Des sculpteurs étrangers sont présents à l'exposition, notamment :
- Les Français : Albert Bartholomé, Félix Charpentier, Jean-Antoine Injalbert, Raoul Lamourdedieu, Jacques Loysel, Georges Malissard, Jacques Perrin, Pierre-Marie Poisson, Denys Puech, Auguste Rodin, …

### Catalogue
- Catalogue général, Exposition universelle et internationale de Bruxelles 1910 : Groupe II Beaux-arts, Bruxelles, A. Lesigne, 1910, 264 p..